# Le Temps de l'aventure
Pour plus de détails, voir Fiche technique et Distribution.
Le Temps de l'aventure est le cinquième long métrage réalisé par Jérôme Bonnell sorti le 10 avril 2013 au cinéma.

## Synopsis
Alix joue La Dame de la mer d'Ibsen au théâtre à Calais. Alors qu'elle doit passer une audition pour un rôle, elle croise le regard d'un homme dans le train qui l'amène à Paris et elle est attirée par son air triste. Il lui demande le chemin de l'église Sainte-Clotilde à leur arrivée en gare.
Alix semble un peu désemparée, luttant contre les ennuis matériels divers et le temps qui file vite durant cette journée serrée qu'elle passe à Paris. Ne parvenant jamais à joindre au téléphone son compagnon, une fois son audition terminée, elle est irrésistiblement poussée par l'envie de revoir cet inconnu britannique et se rend en fin de matinée à l'église Sainte-Clotilde où ont lieu des funérailles.
De nouveau confronté à Alix, il est à son tour intrigué par cette jeune femme qui manifestement le suit. Ils échangent quelques mots sur le trottoir, mais quand il remonte dans sa chambre d'hôtel, Alix décide de le rejoindre. Ils passent à nouveau ensemble quelques heures volées à leurs vies respectives avant qu'Alix ne reprenne son train pour Calais où le soir même elle doit jouer. Alix s'enfuit sans un mot, mais de nouveaux ennuis de paiement la conduisent chez sa sœur avec laquelle elle entretient de mauvais rapports, pour réclamer quelque argent. De fait, elle rate son train de début d'après midi et doit prendre le suivant, décidant dans l'attente de l'horaire de retourner voir l'homme pour s'expliquer. Les deux amants, stupéfaits de se revoir, passent quelques heures ensemble, parlent d'eux, se livrent en marchant dans la ville animée par la Fête de la musique. À 43 ans, elle est tout juste enceinte et son compagnon l'ignore ; il est marié, a de grands enfants et a vécu lors de ses études une grande histoire d'amour à Paris. Alix rate à nouveau son train et de pressantes questions se posent à eux. L'heure du train du soir pour Calais approche, le dernier pour qu'Alix tienne ses obligations et puisse se produire sur scène. Sur le quai de la gare, elle apprend le nom de cet homme, Doug, et réussit enfin à joindre par téléphone son compagnon après une journée d'insuccès. Doug la voit monter dans le train, avant de réaliser qu'il tient entre ses mains une enveloppe sur laquelle figure l'adresse d'Alix.

## Fiche technique
- Titre : Le Temps de l'aventure
- Réalisation : Jérôme Bonnell
- Scénario : Jérôme Bonnell
- Photographie : Pascal Lagriffoul
- Son : Laurent Benaïm, Julie Brenta, Emmanuel Croset
- Montage : Julie Dupré
- Musique : Antonio Vivaldi, Giuseppe Verdi
- Décors : Anne Bachala
- Costumes : Carole Gérard
- Production : Édouard Weil
- Société de production : Rectangle Productions et France 3 Cinéma, en association avec la SOFICA Cofinova 9
- Pays d'origine :  France
- Format : couleur - 35 mm
- Genre : drame et romance
- Durée : 105 minutes
- Date de sortie : 10 avril 2013 ( France)[1]

## Distribution
- Emmanuelle Devos : Alix
- Gabriel Byrne : l'homme, Doug
- Gilles Privat : Rodolphe
- Aurélia Petit : Diane
- Laurent Capelluto : Olivier
- Françoise Lebrun : la mère (voix)
- Denis Ménochet : Antoine (voix)
- Sébastien Pouderoux : jeune homme casting
- Olivier Broche : l'administrateur de la troupe
- Hervé Dandrieux : patron du Marie Stuart

## Projet et réalisation
Le tournage du film débute le 29 mai 2012 et se poursuit jusqu'au 16 juillet 2012 à Paris et dans sa région.

## Réception critique
Le film est particulièrement bien accueilli par l'ensemble des critiques de l'émission Le Masque et la Plume de France Inter. En revanche, le critique des Cahiers du cinéma est moins enthousiaste, considérant que le film, bien qu'« élégant » et « réussi dans ses événements anecdotiques » à la manière d'un Lost in Translation passé à la « french touch », est insuffisamment convaincant dans son approche « trop théorique et appliquée » du personnage de l'amant et des scènes de chambre aboutissant à un « manque d'enjeu émotionnel » pour cette « charmante mais futile escapade ».

## Distinctions

### Nominations et sélections
- Festival du film de Tribeca 2013
- Festival international du film du Kerala 2014